# Listen to the Lyrics
Listen to the Lyrics je prvi nezavisni album hip hop sastava 8Ball & MJG koji je objavljen 1991. godine pod diskografskom kućom On The Strength Records.

## Popis pjesama
| Br. | Skladba                | Tekstopisac                  | Producent   | Trajanje |
| --- | ---------------------- | ---------------------------- | ----------- | -------- |
| 1.  | »Listen to the Lyrics« | Premro Smith, Marlon Goodwin | Tha Bizness | 5:00     |
| 2.  | »Pimp in the House«    | Smith, Goodwin               | Sounwave    | 3:17     |
| 3.  | »Got to be Real«       | Smith, Goodwin               | Hit-Boy     | 4:00     |

## Nadnevci objavljivanja
| Država                     | Nadnevak | Format     | Diskografska kuća       | Izvor |
| -------------------------- | -------- | ---------- | ----------------------- | ----- |
| Sjedinjene Američke Države | 1991.    | LP, kaseta | On The Strength Records | [ 1 ] |

## Vanjske poveznice
- Listen to the Lyrics na Discogsu